# یواس‌اس سیکارد (دی‌دی-۳۴۶)
یواس‌اس سیکارد (دی‌دی-۳۴۶) (به انگلیسی: USS Sicard (DD-346)) یک کشتی بود که طول آن ۳۱۴ فوت ۴ ۱⁄۲ اینچ (۹۵٫۸۲۲ متر) بود. این کشتی در سال ۱۹۲۰ ساخته شد.